# André-Michel Guerry
André-Michel Guerry (Tours, 24 dicembre 1802 – 9 aprile 1866) è stato un avvocato e statistico francese.

## Biografia
Insieme a Adolphe Quetelet è considerato il fondatore della statistica morale che ha portato allo sviluppo della criminologia, della sociologia e, in definitiva, delle scienze sociali moderne.